# Alix Le Clerc

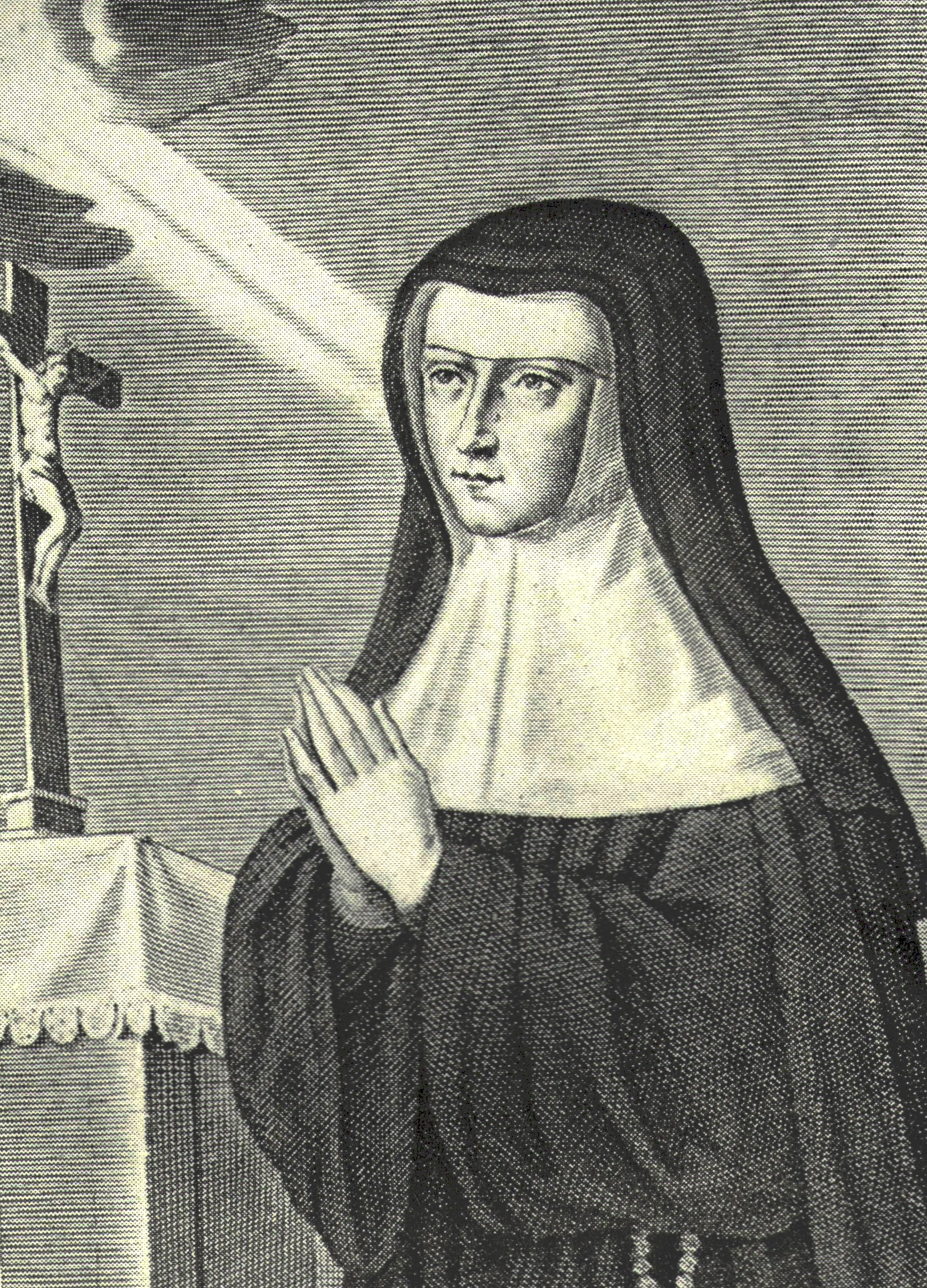
Gravure, voorstellend Alix LeClerc

Alix of Alice Le Clerc (Remiremont, 2 februari 1576 – Nancy, 9 januari 1622) was een Franse non. Vanaf haar 21e levensjaar was zij erg bewust met haar geloof bezig. Ze was een pionier voor het meisjesonderwijs en stichtte hiervoor, samen met de heilige Petrus Fourier, de zustercongregatie van de Kanunnikessen van Onze Lieve Vrouw. Als religieuze nam ze de naam Marie-Thérèse de Jésus aan.
Ze werd zalig verklaard op 20 juni 1943 door paus Pius XII. Haar feestdag is op 9 januari.